# آلبرتا آدامز
آلبرتا آدامز (به انگلیسی: Alberta Adams) خواننده اهل آمریکا است.